# 格林鎮區 (密蘇里州沃思縣)
格林鎮區（英語：Greene Township）是位於美國密蘇里州沃思縣的一個行政鎮區。

## 地方資料
格林鎮區的面積為103.29平方千米，皆為陸地。根據2020年美國人口普查的數據，當地共有人口112人，而人口密度為每平方千米1.08人。